# Іван Марцелич
Іван Марцелич (1 січня 1994) — хорватський ватерполіст.
Призер Чемпіонату світу з водних видів спорту 2019 року.